# Bella (Stadio)
Bella è il secondo singolo degli Stadio estratto dall'album 30 I nostri anni (2012), pubblicato dalla EMI Italiana il 29 marzo 2013.

## Il brano
È un contributo per celebrare il trentennale della band, chiesto da Curreri a due amici e storici collaboratori, che avevano seguito il gruppo fin dagli esordi per accompagnarlo verso i primi successi: sono Luca Carboni, che scrive il testo, e Fabio Liberatori, che compone la musica.

## Tracce
Gli autori del testo precedono i compositori della musica da cui sono separati con un trattino.
1. Bella – 4:25 (testo: Luca Carboni – musica: Fabio Liberatori)

## Formazione
Gruppo
- Gaetano Curreri - voce
- Andrea Fornili - chitarre, tastiere, programmazione, arrangiamento
- Roberto Drovandi - basso elettrico
- Giovanni Pezzoli - batteria

Altri musicisti
- Fabio Liberatori - tastiere